# مقاطعة نوالباراسي
مقاطعة نوالباراسي هي إحدى مقاطعات النيبال الخمسة والسبعين. يبلغ عدد سكانها 643,508 حسب إحصائيات عام 2011، تبلغ مساحتها 2,162 كم².

## أعلام
- أنديرا جوشي
- بيمال ماجار